# Деканат Руст
Деканат Руст — деканат католической епархии Айзенштадт.
Деканат  включает в себя 14 приходов.

## Приходы с церковными зданиями
| Приход — Pfarre                                    | Святой покровитель — Patrozinium                                              | Церковное здание — Kirchengebäude                                                             | Изображение — Bild                                |
| Брайтенбрунн (Breitenbrunn)                        | Кунигунда Люксембургская (Hl. Kunigunde)                                      | Приходская церковь Брайтенбрунн (Pfarrkirche Breitenbrunn)                                    | Приходская церковь Брайтенбрунн                   |
| Вулькапродерсдорф (Wulkaprodersdorf)               | Воздвижение Креста Господня (Kreuzerhöhung)                                   | Приходская церковь Вулькапродерсдорф (Pfarrkirche Wulkaprodersdorf)                           | Приходская церковь Вулькапродерсдорф              |
| Доннерскирхен (Donnerskirchen)                     | Мартин Турский (Hl. Martin)                                                   | Приходская церковь Доннерскирхен (Pfarrkirche Donnerskirchen)                                 | Приходская церковь Доннерскирхен                  |
| Зигендорф (Siegendorf)                             | Собор всех святых (Allerheiligen)                                             | Приходская церковь Зигендорф (Pfarrkirche Siegendorf)                                         | Приходская церковь Зигендорф                      |
| Клингенбах (Klingenbach)                           | Иаков Зеведеев (Hl. Jakobus der Ältere)                                       | Приходская церковь Клингенбах (Pfarrkirche Klingenbach)                                       | Приходская церковь Клингенбах                     |
| Мёрбиш (Mörbisch)                                  | Воздвижение Креста Господня (Kreuzerhöhung)                                   | Приходская церковь Мёрбиш (Pfarrkirche Mörbisch)                                              | Приходская церковь Мёрбиш                         |
| Оггау-ам-Нойзидлер-Зе (Oggau am Neusiedler See)    | Троица, Симон Кананит и Апостол Фаддей (Hll. Dreifaltigkeit, Simon und Judas) | Приходская церковь Оггау-ам-Нойзидлер-Зе (Pfarrkirche Oggau am Neusiedler See)                | Церковь Оггау-ам-Нойзидлер-Зе                     |
| Ослип (Oslip)                                      | Вознесение Девы Марии (Mariä Himmelfahrt)                                     | Приходская церковь Ослип (Pfarrkirche Oslip)                                                  | Церковь Ослип                                     |
| Пурбах-ам-Нойзидлер-Зе (Purbach am Neusiedler See) | Николай Чудотворец (Hl. Nikolaus)                                             | Приходская церковь Пурбах-ам-Нойзидлер-Зе (Pfarrkirche Purbach am Neusiedler See)             | Приходская церковь Пурбах-ам-Нойзидлер-Зе         |
| Руст-ам-Зе (Rust am See)                           | Троица (Hl. Dreifaltigkeit)                                                   | Приходская церковь Руст-ам-Зе (Pfarrkirche Rust am See)                                       | Руст-ам-Зе                                        |
| Санкт-Маргаретен (St. Margarethen)                 | Иоанн Креститель (Hl. Johannes der Täufer)                                    | Приходская церковь Санкт-Маргаретен-им-Бургенланд (Pfarrkirche St. Margarethen im Burgenland) | Приходская церковь Санкт-Маргаретен-им-Бургенланд |
| Траусдорф-ан-дер-Вулька (Trausdorf an der Wulka)   | Лаврентий Римский (Hl. Laurentius)                                            | Приходская церковь Траусдорф-ан-дер-Вулька (Pfarrkirche Trausdorf an der Wulka)               | Приходская церковь Траусдорф-ан-дер-Вулька        |
| Цагерсдорф (Zagersdorf)                            | Иоанн Креститель (Hl. Johannes der Täufer)                                    | Приходская церковь Цагерсдорф (Pfarrkirche Zagersdorf)                                        | Приходская церковь Цагерсдорф                     |
| Шютцен-ам-Гебирге (Schützen am Gebirge)            | Мария Магдалина (Hl. Maria Magdalena)                                         | Приходская церковь Шютцен-ам-Гебирге (Pfarrkirche Schützen am Gebirge)                        | Приходская церковь Шютцен-ам-Гебирге              |